# ابریشم‌مورچه‌خواران
ابریشم‌مورچه‌خواران (نام علمی: Cyclopedidae) نام یک تیره از زیرراسته مورچه‌خوار است.